# 中國—加蓬關係
中华人民共和国—加蓬关系（法語：Relations entre la Chine et la Gabon）是指中华人民共和国與非洲国家加蓬的外交關係。1974年4月20日，中华人民共和国與加蓬建交，此後兩國友好關係順利發展。2023年4月19日，兩國建立全面战略合作伙伴关系。截至2022年，中华人民共和国也是加蓬的第一大贸易伙伴及主要投资来源国之一:21。

## 历史
在20世纪初期就有华人从中国东南部的浙江等省份移居加蓬。
1960年8月17日，加蓬独立时，中华人民共和国总理周恩来致电祝贺，同日，外交部长陈毅宣布中华人民共和国政府承认加蓬共和国；不过加蓬并没有立即与中华人民共和国建交，而是在1960年12月9日与退居到台湾的中华民国政府建立邦交；1971年10月25日，在第26屆聯合國大會上，加蓬代表更反对中华人民共和国加入联合国。
尽管如此，1972年后，加蓬政府开始加强与中华人民共和国政府的外交关系，并最终于1974年3月30日与中华民国政府断交；同年4月20日，中国政府委派驻毛里塔尼亚特命全权大使王彭作为全权代表前往加蓬，并与加蓬政府代表、总统府负责外交和合作事务的部长多克瓦策格于利伯维尔签署了《关于中华人民共和国和加蓬共和国建立外交关系的联合公报》，宣布两国建交；此后双边关系友好顺利发展，1974年6月30日，多克瓦策格率领加蓬共和国友好代表团到中国访问；10月4日，加蓬总统哈吉·奥马尔·邦戈与夫人来华进行国事访问，会见中共中央主席毛泽东，访问期间，双方签订了中加经济技术合作协定和贸易协定，并发表新闻公报。此后，直至2009年逝世前，奥马尔又访问中华人民共和国十次，并曾出席中非合作论坛北京峰会、北京奥运会开幕式。2004年2月，中共中央总书记、国家主席胡锦涛访问加蓬，哈吉·奥马尔·邦戈更亲自前往利伯維爾國際機場迎接，胡锦涛也因此成为首位出访加蓬的中华人民共和国最高领导人。奥马尔逝世后，胡锦涛也向加蓬政府致唁电，并委派国务院副总理张德江作为特使出席奥马尔的葬礼。
哈吉·奥马尔·邦戈逝世后，其子阿里·邦戈·翁丁巴成为加蓬总统，像其父亲一样，阿里·邦戈也重视发展与中华人民共和国的外交关系，2010年5月，他首次出访中华人民共和国，并出席了上海世博会开幕式，世博会期间，加蓬总理姆巴也出席了上海世博会加蓬国家馆馆日活动。2016年12月，阿里·邦戈第二次访华，期间，中、加两国同意将双边关系提升为“全面合作伙伴关系”。2018年8月，阿里·邦戈第三次访华，并出席中非合作论坛北京峰会。2023年1月，新上任的中国外长秦刚也访问了加蓬。2023年4月，阿里·邦戈第四次访华，期间，两国发表联合声明，同意建立中、加“全面战略合作伙伴关系”。

## 經貿關係
自1974年中、加两国签署首份经济技术和贸易协定以来，两国相继于1997年5月投资保护协定，2006年重签贸易协定，2018年9月签署避免双重征税协定和共建“一带一路”谅解备忘录等协议，这些协定也为两国贸易关系的加强提供了法理依据:23。
据加蓬政府统计，自2013年起，中国连续数年为加蓬第一大贸易伙伴:21。2022年，中国与加蓬双边贸易额达到45.5亿美元，同比2021年增长了50.8%，其中，中国从加蓬进口了约39.7亿美元的产品，主要進口产品有石油、錳礦砂、木材等，加蓬则从中国进口了5.8亿美元，同比增长34.6%，主要进口機電產品、水泥和鋼材等产品。
在投资上，中国已经与法国、摩洛哥等国一道，成为加蓬最大的投资来源国之一；截至2021年底，中国对加蓬直接投资存量达2.18亿美元，投资领域主要为石油开采、锰矿勘探开发等传统行业:24。

## 人文交流

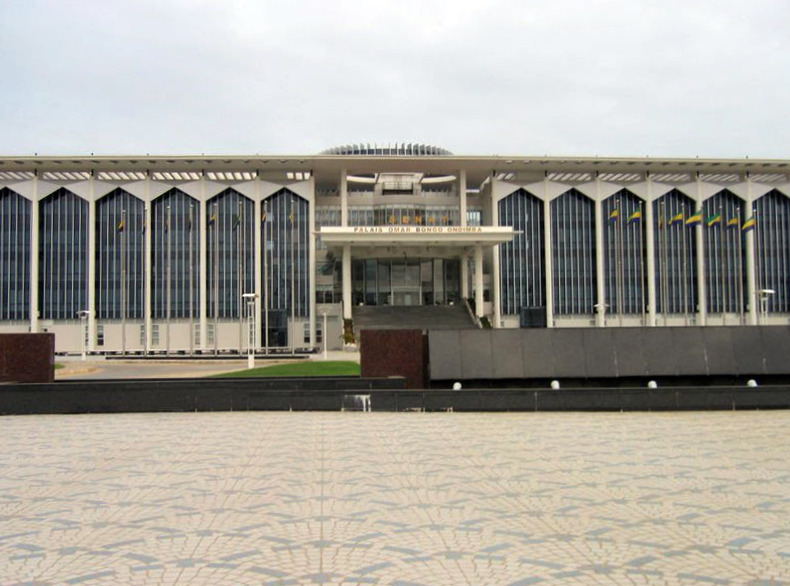
中国援建的加蓬参议院大厦

在文艺领域，1982年，中华人民共和国首次派出杂技团访问加蓬，日后又多次派出文艺表演团赴加蓬演出，皆得到了加蓬政府与民众的欢迎及良好评价；1985年，加蓬也派出舞蹈团前往中国访问演出；2014年2月，加蓬国家电视台亦与中国国际广播电台合作，在加蓬首次推出中国电视剧《媳妇的美好时代》。在教育领域，中加建交一年后的1975年，中华人民共和国政府即开始向加蓬提供政府奖学金；在加蓬国内，奥马尔·邦戈大学等一些高等院校也相继开设汉语课程，其中邦戈大学更于2018年与中华人民共和国天津外国语大学共建了加蓬第一所孔子学院。
自邦交建立以来，中國曾向加蓬提供了不少人道主义援助，包括援建该国的國民議會大廈、參議院大廈、中加友誼體育場及一些学校，此外，中國还向加蓬提供了優惠貸款，以协助该国建设各种设施；也长期为加蓬提供农牧业技术支援。在2019冠状病毒病于加蓬爆发后，中国政府先后向加蓬援助多批抗疫物资和40万剂疫苗，并与加蓬开展抗疫经验交流合作，一些中资企业机构也捐赠了防疫物资:23。